# 罗玉凤
罗玉凤（1985年9月23日—），昵称凤姐，是来自中国大陆重庆市綦江区赶水镇土台村的一位网络红人。她因在上海的征婚启事以及江蘇衛視情感類訪談節目《人間》的争议言论而成名，并在之后参与了许多公众活动。
2010年，罗玉凤前往美国；2010年至2014年年底在当地多家美甲店打工謀生。

## 生平

### 早年生涯
1985年9月23日，罗玉凤出生在中华人民共和国重庆綦江县赶水镇的一个农民家庭。7岁時，罗玉凤父母離異，從此罗玉凤和母親一起生活，並再也沒有見過她的父親。她自稱自己“从小在人们的白眼中长大。”由於家裡窮，初中畢業之後，她在綦江师范学校就讀，並获得了中师文凭，之後又在重庆教育学院教院获得大专文凭。羅玉鳳曾在重庆奉节黄泗小学做了两年的老师。但後來辞职帶上自己的全部1萬元積蓄來到上海。她表示“因为我觉得上海有更好的发展方向，还有另一个目的，就是找个男朋友结婚”。为找工作，羅玉鳳向各行各业投出了一万多份简历，最终在上海的一个家乐福超市擔任收銀員，月收入不超過1500元人民币。

### 走红历程
2009年11月20日，罗玉凤在天涯论坛发表征婚帖子《我想找个北大清华男结婚》，列了“北大清华硕士、经济学专业、有国际视野、身高1米76至1米83、无生育历史、东部沿海户籍、年龄25至28岁”這七个征婚条件，并表示自己“身高1米46，平时穿高跟鞋1米53，大专文凭、博览群书、较为狂妄。”幾天後，她曬出了自己的征婚結果，聲稱許多大型金融公司驻中国区首席执行官向她表达爱意，但自己觉得他们“年老色衰”，所以不愿意。之後，羅玉鳳在上海地铁站分發了1300份征婚传单。這些傳單引起了上海当地媒体的注意。隨後，她在接受上海媒体访问时表示她征婚条件中最重要的一条是聪明。在媒体报道之後，罗玉凤在上海本地论坛里得到了“陆家嘴征婚女”的稱號，並因此小小走红了一段時間。2010年年初，羅玉鳳登上江蘇衛視情感类访谈节目《人间》“我要嫁白马王子”一期。在節目中，羅玉鳳的男友小吳向節目組求助，稱羅玉鳳嫌棄自己條件不好，想要分手。羅玉鳳在節目中表示“没有男孩子能在智商上超越我了，只能在身高和相貌上来弥补。”“我九岁博览群书，二十岁达到顶峰。我现在都是看社会人文类的书，例如《知音》《故事会》……往前推三百年，往后推三百年，总共六百年没有人超过我。”節目播出之後，許多網友被羅玉鳳的言論表示震驚。節目影片越傳越廣，网友们給罗玉凤取外號为“凤姐”。

### 公眾活動
羅玉鳳成名之後，“信凤姐，得自信”成為了網路熱詞，“罗玉凤小组”和“罗玉凤贴吧”成立，百科亦出现了“罗玉凤”條目。而羅玉鳳之前發過的帖子和博客也成為了热帖。之后，罗玉凤的公众活动也越来越多。节目方面，她在星空卫视脱口秀节目《Lady呱呱》担任特别来宾。她还做客青海卫视新闻脱口秀栏目《嘎嘣爆米花》，并在节目中承认《人间》的男友是演员。选秀节目方面，她报名选秀节目《花儿朵朵》，并在沈阳赛区拿到了资格卡。之后，她又参加了东方卫视选秀节目《中国达人秀》，在比赛中，罗玉凤带着歌词“小抄”演唱歌曲《爱情买卖》，但不到30秒就被评委喊停。评委方俊认为她没有为比赛做好充分准备，而罗玉凤认为自己就是最好的“达人”。最终三位评委一致裁定“凤姐”待定。赛后，罗玉凤在接受媒体采访时遭到了一男子砸鸡蛋。此外，罗玉凤还参与了宁夏卫视节目《时尚星达人》以及山东卫视节目《快乐向前冲》。罗玉凤亦得到了广告代言的机会。1Q73渭丁香为罗玉凤摄制了A、B兩版广告，并付给罗玉凤30万酬劳。她还拍摄了一组写真，被网友称赞像蔡依林。

### 移居美国
2010年11月10日，罗玉凤在个人微博上表示自己的美国签证通过，从上海来到纽约。罗玉凤在2015年接受纽约时报中文网的采访时表示，自己没有绿卡，但有临时居留身份、工卡和工作许可。同年12月，罗玉凤在美国中文电视台应聘的视频在中文网络上热传。该台采访部主任张碱认为罗玉凤非常聪明，“思路特别清晰（……）还挺有想法的。”罗玉凤通过了电视台第一轮面试。但在随后的第二轮面试中，罗玉凤应聘失败，并发微博表示：“那个所谓电视台招聘从一开始就是骗局。”在抵达纽约后的四年中，罗玉凤辗转于纽约多家美甲店打工谋生，直到2014年年底。2015年7月15日，罗玉凤得到凤凰新闻客户端邀请，成为该平台签约主笔。
2016年3月23日，罗玉凤接受美国之音采访，讨论了她在中美两国的生活体验和思考。她认为阶级和性别歧视决定了她的人生困境，成为网络名人并没有改善她的生活。罗玉凤表示，在美国生活多年，感受到了更多的平等。而她也不再征婚，并自认未能实现平等理念，但她希望为中美人权继续努力。4月4日，《环球时报》发表题为《“凤姐”这个励志榜样到底是什么鬼》的文章。文章以美国之音对罗玉凤的专访为引子，质疑罗玉凤为拿到美国绿卡，不惜捏造在国内遭人歧视压迫的悲惨遭遇，换取美方政治庇护，甚至加入“反共组织”，并附上照片佐证。文章发出后，罗玉凤辩称照片乃是中国民主党组织PS拼图的，图中被指是自己的人为中年妇女，但自己当年只有25岁。尽管网友拿出申请加入组织的证据反对她，但是支持者也不在少数。
2017年1月14日，罗玉凤在个人微信公众号表达文章《罗玉凤：求祝福，求鼓励》，自述从农村到出走上海到美国打拼的奋斗历程。文章发布三天，共获得超20万打赏，320万阅读量。随后她宣布决定将20万打赏收益捐给四川大凉山小朋友，并永远关闭赞赏功能。此时，网友怀疑刷屏的文章并非由她亲笔所写，而是凤凰网的主编代笔，不过凤凰网声明已在去年9月和她结束合作关系，而她承认文章发表时遭到改动。最终，她的微信公众号疑似因涉嫌欺诈被封。
2022年，有媒体发文称凤姐考上了纽约市立大学皇后学院，选修了微积分和分子生物学两门高难度学科，还晒出了她在朋友圈的发文。

## 评价
2010年7月2日，国家广电总局办公厅主任、新闻发言人朱虹做客华中师范大学桂子山文人讲坛，其中朱虹谈到，凤姐是低俗文化，应该坚决叫停。
2011年9月27日，美国《人物》杂志网站发表了题为《走近中国最受讨厌的现实派明星》的文章，称凤姐为中国最惹人讨厌明星。

## 争议
2011年1月22日，罗玉凤在其新浪微博称要与陈冠希结婚，引来骂声一片。
2011年7月27日，罗玉凤在其新浪微博发表言论指「温州动车追尾事故」遇难者是「死前都听说过大名鼎鼎的凤姐了。所以他们也死得其所了。另外，他们为中国的人口优化作出了杰出的贡献。所以他们的死绝对是重于泰山的，是死得光荣的。本人对此表示强烈的感谢」，此言论一出立即遭致网友的强烈抨击，纷纷表示反感。不久，罗玉凤又称：「自己是不怕死的，这样的微博自己还会继续发。」
2011年8月17日，罗玉凤在其新浪微博称要「一把火烧了美国移民局」。
2019年5月20日，罗玉凤在新浪微博评论称“华为早就该垮了”。随即，苏宁易购手机通讯官方微博转发微博，公开宣布拒绝在线上平台和线下门店向凤姐销售手机。罗玉凤随后删除微博，并表示有误会：“这几天没看新闻，外面发生什么事我根本就不知道”。6月，网友发现罗玉凤的新浪微博账号已经注销。